# Francisco de Sales Alencar Batista

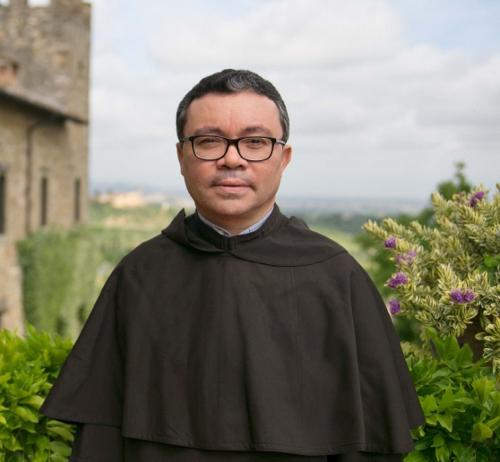
Francisco de Sales Alencar Batista (2016)

Bischofswappen von Francisco de Sales Alencar Batista

Francisco de Sales Alencar Batista OCarm (* 17. April 1968 in Araripina, Pernambuco) ist ein brasilianischer Ordensgeistlicher und römisch-katholischer Bischof von Mossoró.

## Leben
Francisco de Sales Alencar Batista trat dem Karmelitenorden bei, legte am 24. Januar 1988 die Profess ab und empfing nach dem Theologiestudium in Olinda und Dublin am 29. November 1995 das Sakrament der Priesterweihe.
Nach weiteren Studien erwarb er am Teresianum in Rom das Lizenziat in spiritueller Theologie. Nach verschiedenen Tätigkeiten in der Pfarrseelsorge, der Ausbildung des Ordensnachwuchses und als Provinzial der Ordensprovinz Pernambuco war er Generalsekretär der Ordensleitung der Karmeliten in Rom.
Papst Franziskus ernannte ihn am 8. Juni 2016 zum Bischof von Cajazeiras. Die Bischofsweihe spendete ihm der Erzbischof von Maceißo, Antônio Muniz Fernandes OCarm, am 14. August desselben Jahres. Mitkonsekratoren waren der Erzbischof von Olinda e Recife, Antônio Fernando Saburido OSB, und sein Amtsvorgänger José González Alonso. Die Amtseinführung im Bistum Cajazeiras fand am 4. September 2016 statt.
Am 18. November 2023 ernannte ihn Papst Franziskus zum Bischof von Mossoró. Die Amtseinführung fand am 17. Februar des folgenden Jahres statt.